# Amotape
Amotape es una localidad peruana, capital del distrito homónimo de la provincia de Paita del departamento de Piura, en Perú.

## Demografía
En el 2017 Amotape tenía una población de 1278 habitantes.
| Gráfica de evolución demográfica de Amotape entre 1993 y 2017 |
|                                                               |
| Fuentes: Población 1993 y 2017                                |